# Oligosarcus
Oligosarcus ist eine Gattung carnivorer Salmler, die im mittleren Südamerika vorkommt (Südost-Brasilien, Paraguay, Uruguay). Sie fehlt im Amazonasbecken.

## Merkmale
Die Oligosarcus-Arten sind langgestreckt und werden 7,7 bis 28 Zentimeter lang. Das Kopfprofil ist konvex oder steigt gleichmäßig an. Ihre Schnauze ist zugespitzt, das Maul länger oder gleich lang wie der Augendurchmesser. Die Kiefer sind ausschließlich mit spitzen Fangzähnen besetzt. Bei geschlossenem Maul ist der erste Fangzahn des Unterkiefers noch sichtbar. Die Rückenflosse ist kurz, sichelförmig und liegt hinter der Körpermitte. Eine Fettflosse ist vorhanden. Die Schwanzflosse ist tief gegabelt.

## Äußere Systematik
Oligosarcus gehört zur Salmlerfamilie Acestrorhamphidae und wird dort in die Unterfamilie Acestrorhamphinae gestellt, zu der auch die Gattungen Andromakhe, Astyanax, Ctenobrycon und Psalidodon, sowie der Gelbe von Rio (Hyphessobrycon bifasciatus) und Hyphessobrycon isiri aus der nicht monophyletischen Gattung Hyphessobrycon gehören. Die Klade der „Hyphessobrycon“-Arten bildet die Schwestergruppe von Oligosarcus.

## Arten

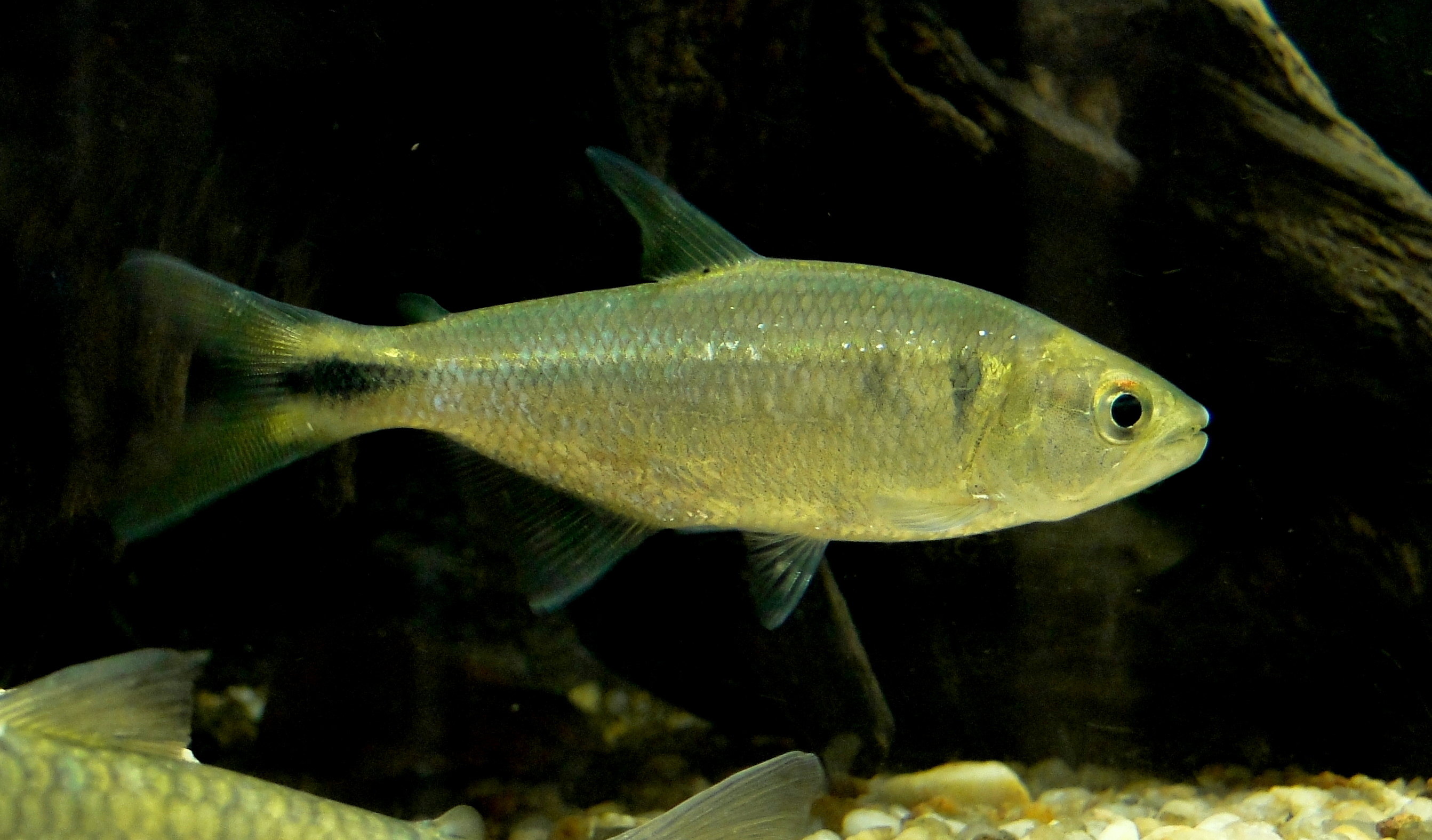
Oligosarcus argenteus

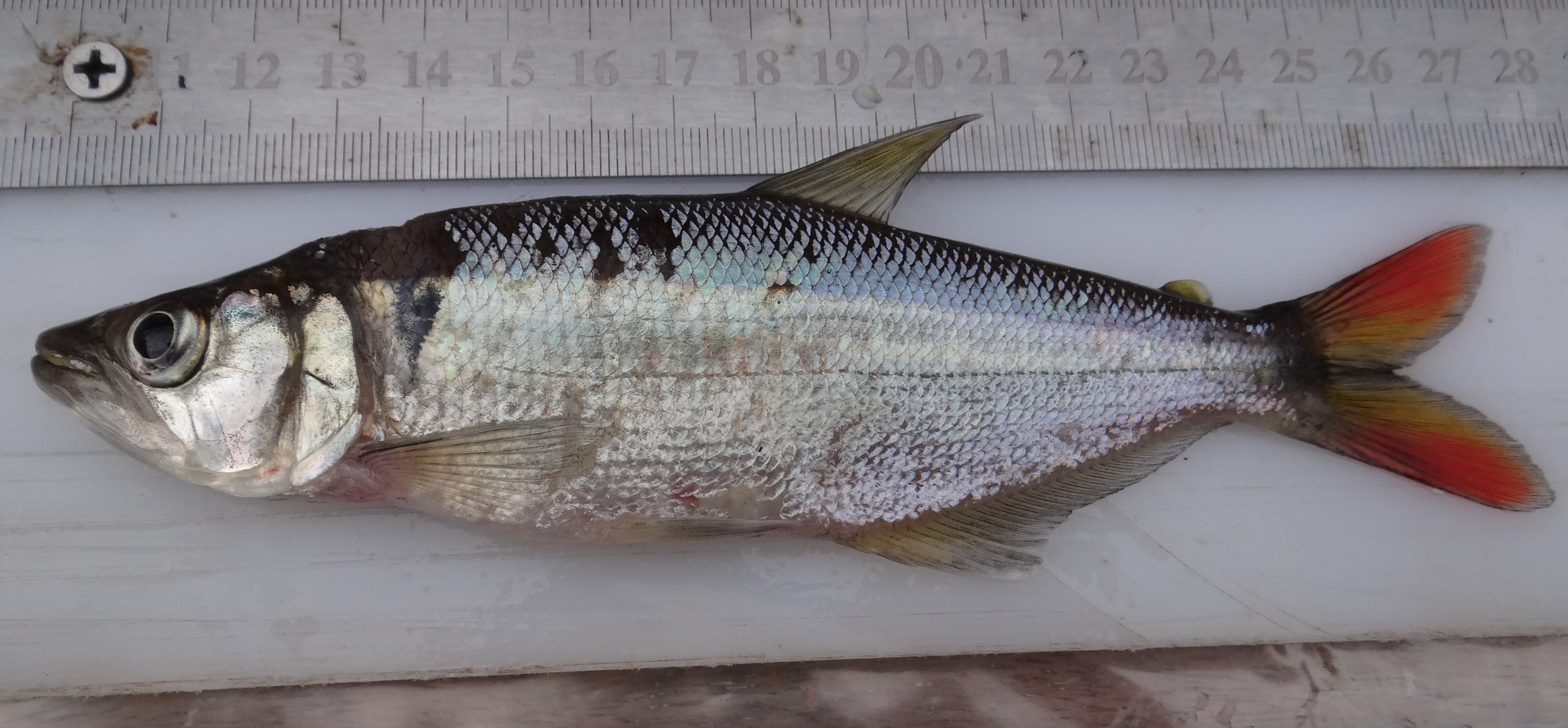
Oligosarcus hepsetus

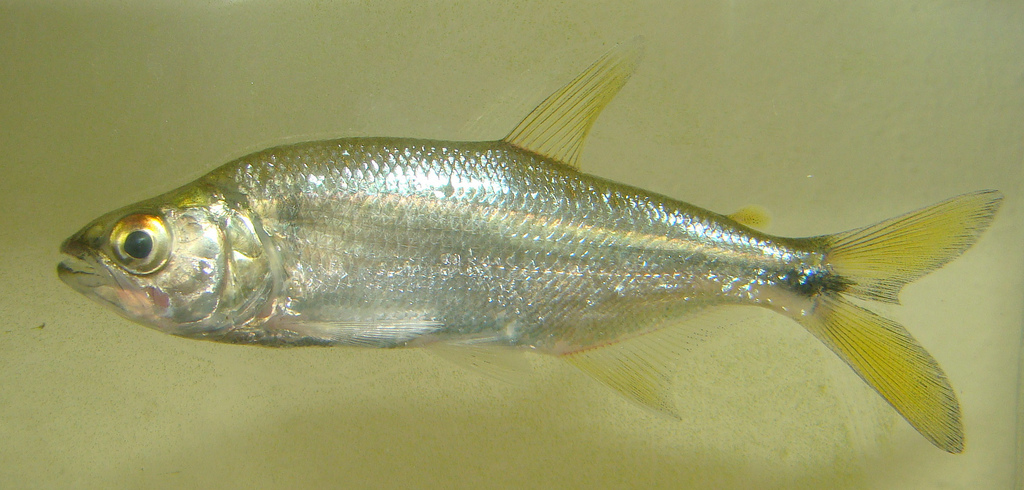
Oligosarcus jenynsii

- Oligosarcus acutirostris Menezes, 1987
- Oligosarcus amome Almirón et al., 2015
- Oligosarcus argenteus Günther, 1864
- Oligosarcus bolivianus (Fowler, 1940)
- Oligosarcus brevioris Menezes, 1987
- Oligosarcus hepsetus (Cuvier, 1829)
- Oligosarcus itau Mirande, Aguilera & Azpelicueta, 2011
- Oligosarcus jenynsii (Günther, 1864)
- Oligosarcus longirostris Menezes & Géry, 1983
- Oligosarcus macrolepis (Steindachner, 1877)
- Oligosarcus menezesi Miquelarena & Protogino, 1996
- Oligosarcus oligolepis (Steindachner, 1867)
- Oligosarcus paranensis Menezes & Géry, 1983
- Oligosarcus perdido Ribeiro, Cavallaro & Froehlich, 2007
- Oligosarcus pintoi Amaral Campos, 1945
- Oligosarcus platensis (Messner, 1962)
- Oligosarcus planaltinae Menezes & Géry, 1983
- Oligosarcus robustus Menezes, 1969
- Oligosarcus schindleri Menezes & Géry, 1983
- Oligosarcus solitarius Menezes, 1987
- Oligosarcus varii Menezes & Ribeiro, 2015